# Georg Lacher
Georg Lacher (* 20. April 1809 in Reisensburg; † 7. Dezember 1882 in München) war ein deutscher Historien- und Kirchenmaler des Nazarenerstils, der vor allem in Altbayern und im bayerischen Schwaben tätig war. In der Zeit von 1824 bis 1882 schuf er in zahlreichen Kirchen Deckengemälde und Altarbilder.

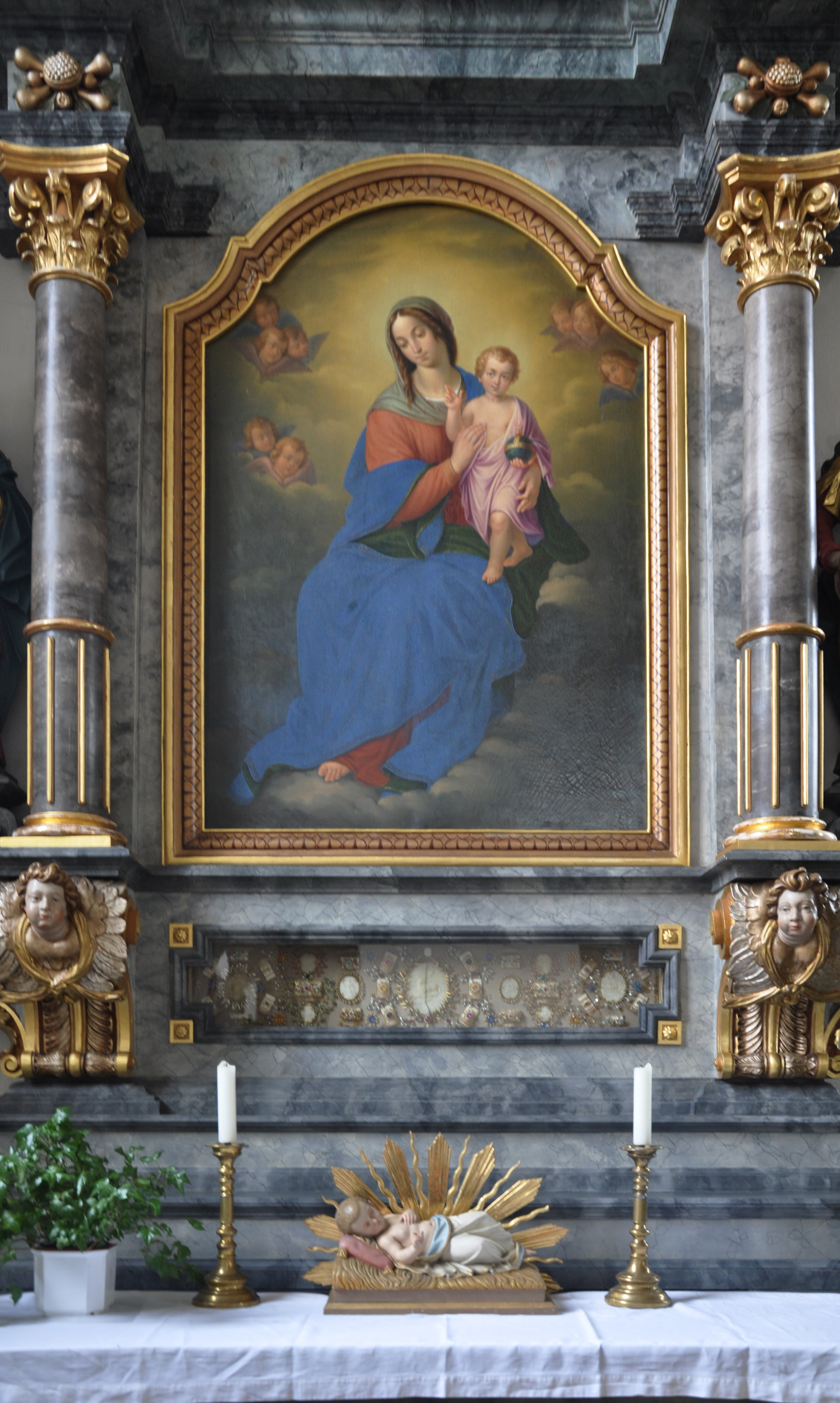
Seitenaltarblatt Madonna mit Kind in der Pfarrkirche Mariä Geburt in Pfärrich

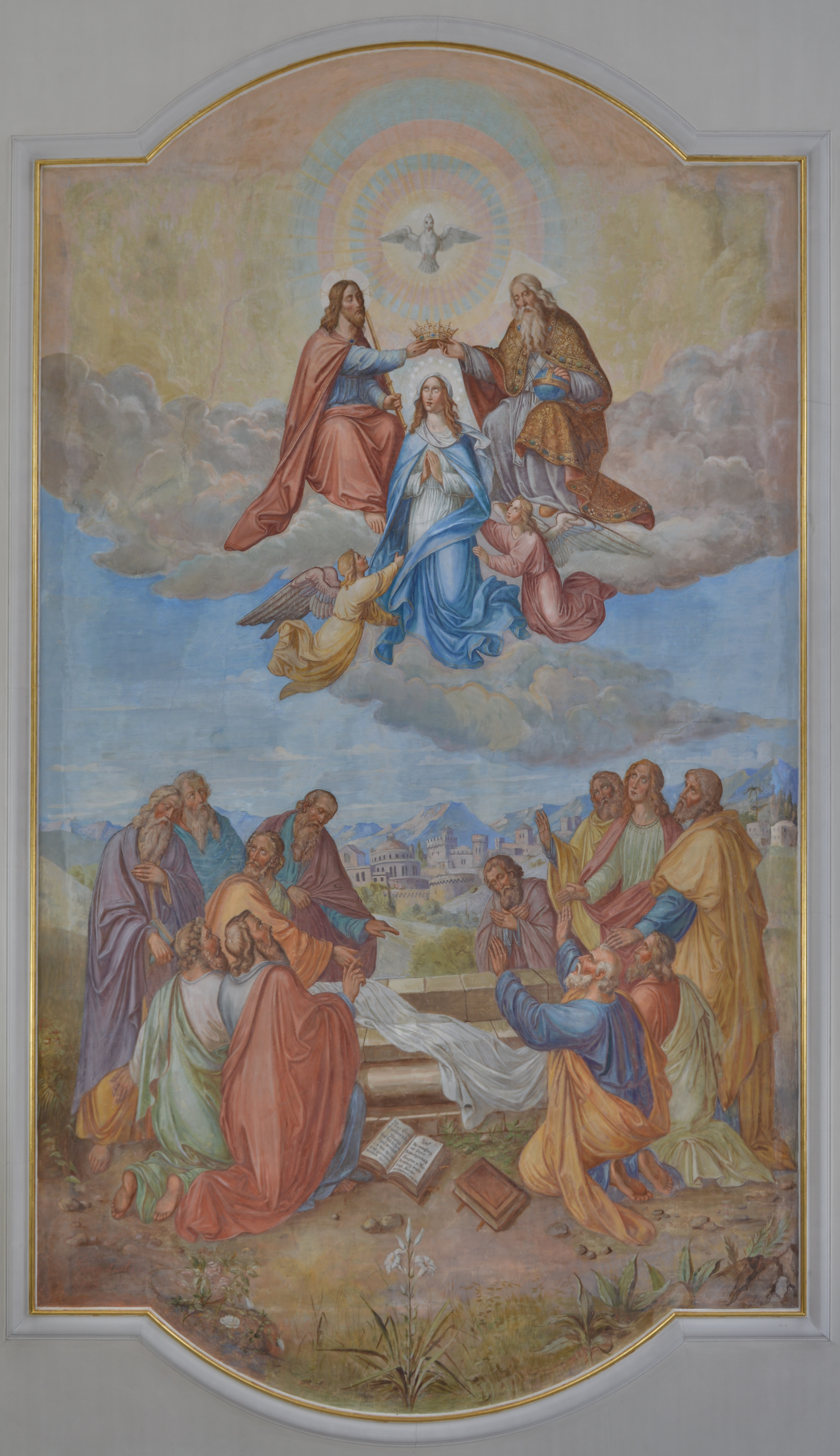
Deckengemälde in der Pfarrkirche St. Leonhard in Riefensberg

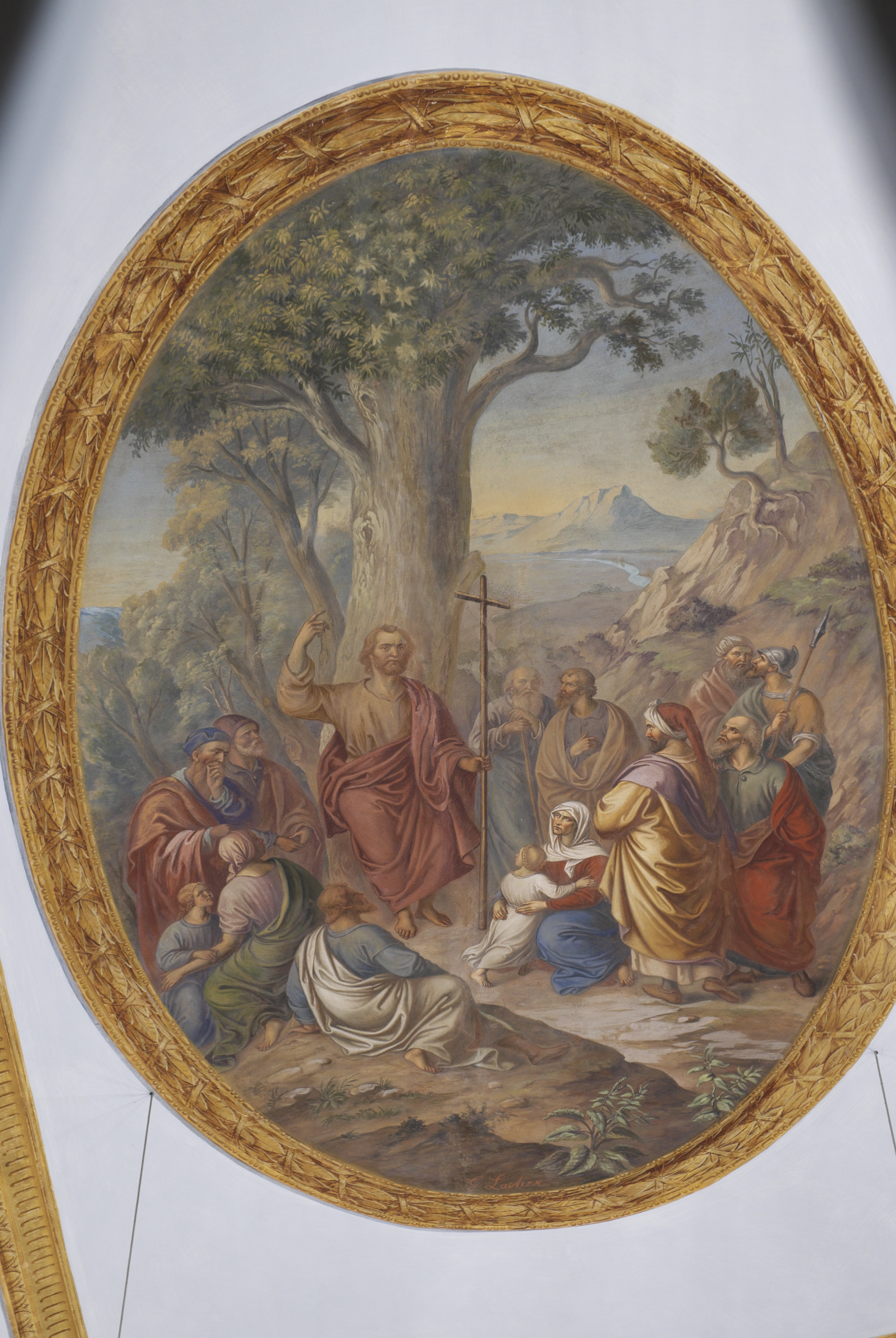
Predigt des Johannes des Täufers in der Pfarrkirche St. Johannes Baptist in Schöngeising

## Leben
Georg Lacher wurde in Reisensburg, heute ein Stadtteil von Günzburg, geboren. Er studierte zunächst an der Kunstschule Augsburg und ab 1828 an der Königlichen Akademie der Bildenden Künste in München, wo er sich in das Fach „Historienmalerey“ einschrieb. Peter von Cornelius, der damalige Akademiedirektor, war einer seiner Lehrer. Mit ihm war Georg Lacher an der Ausmalung der Ludwigskirche in München beteiligt, wo er 1836 im südlichen Querhaus mit Ludwig Moralt das Fresko der Vier lateinischen Kirchenväter ausführte.
Georg Lacher war Mitglied im 1860 gegründeten Münchner Verein für Christliche Kunst. In Günzburg ist eine Straße nach ihm benannt.

## Werke (Auswahl)
- 1832–43: Deckengemälde in der Pfarrkirche St. Michael in Erpfting (Landsberg am Lech)[3]
- 1836: Deckenfresko Die vier lateinischen Kirchenväter in der Kirche St. Ludwig in München (mit Ludwig Moralt)[4]
- 1840: Hochaltarbild Kreuzigung Christi in der Pfarrkirche St. Ulrich und Afra in Graben[5]
- 1843: Deckengemälde Mariä Himmelfahrt in der Pfarrkirche St. Leonhard in Riefensberg (Vorarlberg/Österreich)
- 1846: Seitenaltarblätter in der Pfarrkirche Mariä Geburt in Pfärrich
- 1850/51: Zwei Kreuzwegbilder am Kalvarienberg in Füssen[6]
- 1850/70: Hochaltarbild Kreuzigung Christi in der Pfarrkirche St. Nikolaus und Maria in Mitterndorf (Dachau)[7]
- 1854: Seitenaltarblätter Unterweisung Mariens und Taufe Kaiser Konstantins des Großen in der Friedhofskirche St. Martin in Germering[8]
- 1855: Seitenaltarblätter Anbetung der Heiligen Drei Könige und Kreuzigung Christi in der Pfarrkirche St. Oswald in Traunstein[9]
- um 1860: Seitenaltarblätter Beweinung Christi und Martyrium des heiligen Sebastian in der alten Pfarrkirche St. Jakob in Unterpfaffenhofen[10]
- 1861: Deckengemälde Predigt des Johannes des Täufers in der Pfarrkirche St. Johannes Baptist in Schöngeising[11]
- 1866: Altarbilder in der Pfarrkirche Mariä Geburt in Bubesheim[12][13]
- 1872: Seitenaltarblatt Heiliger Sebastian, bez. „Georg Lacher 1872“, in der Filialkirche St. Peter und Paul in Holzkirchen Alling[14]
- 1874: Hochaltarbild Heiliger Martin, bez. „G Lacher München 1874“, in der Pfarrkirche St. Martin in Fahlenbach (Gemeinde Rohrbach)[15]

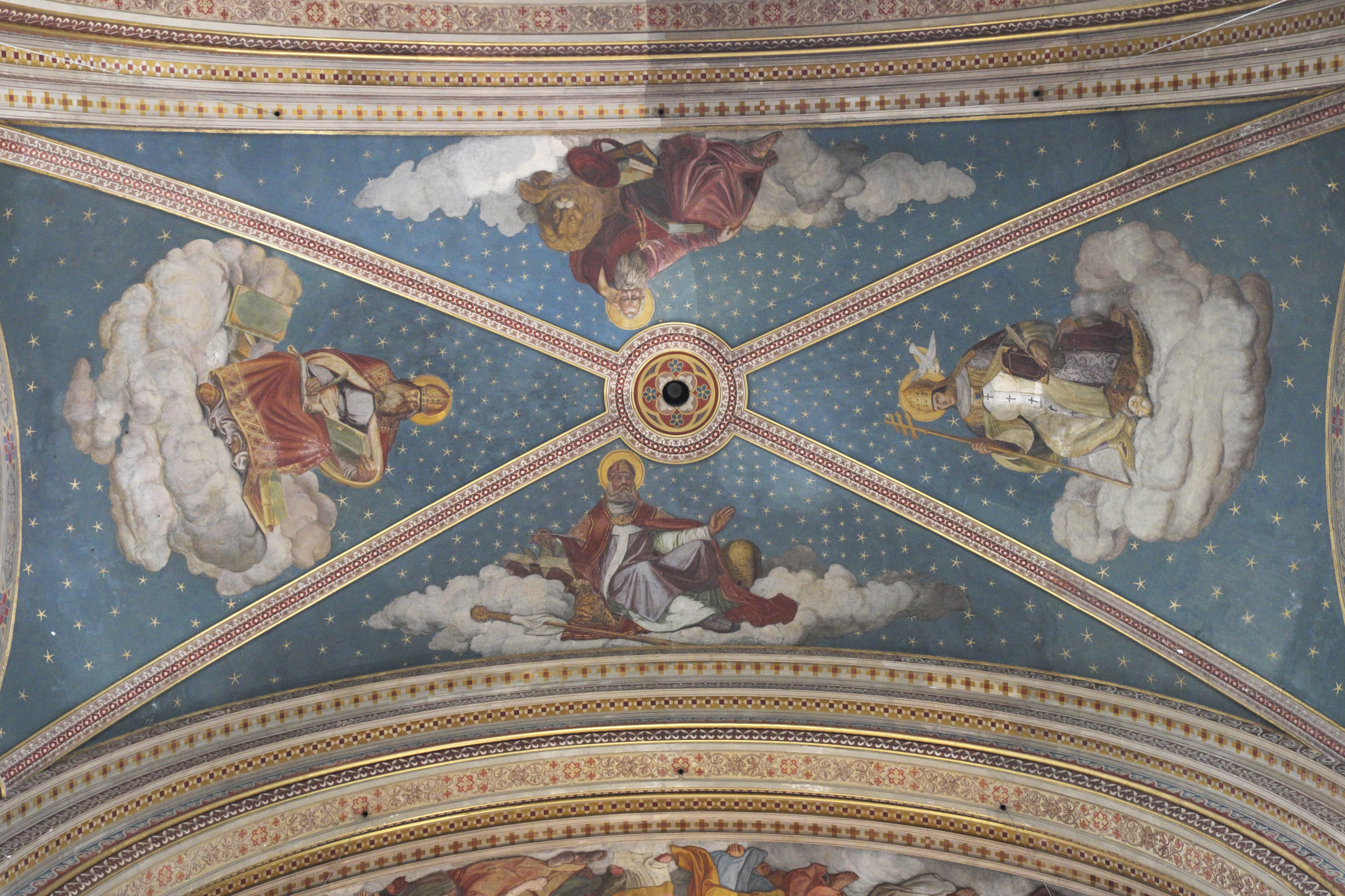
Deckenfresko Die vier lateinischen Kirchenväter in der Ludwigskirche in München